# Michael Collins (Politiker, 1968)

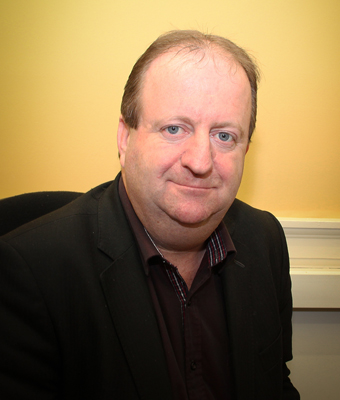
Michael Collins (2020)

Michael Collins (* 26. Februar 1968 in Cork) ist ein irischer Politiker und Parteivorsitzender von Independent Ireland.

## Leben
Collins ist ein Rinderzüchter aus dem Westen Irlands. Er wurde erstmals 2014 in den Cork County Council gewählt. Dann wurde er als unabhängiger Kandidat („(Rural) Independent“) 2016 für den Wahlkreis Cork South-West erstmals in den Dáil Éireann gewählt und verteidigte den Sitz in der darauffolgenden Wahl.
2019 unterstützte er die Position des Abgeordneten Noel Grealish, der einen Kulturverlust durch Einwanderer befürchtete und eine Politik des Ireland First befürwortete. Collins agitierte im Dáil regelmäßig gegen Abtreibung. Er entwarf 2021 ein Gesetz für ein Schmerzensgeld für den Fötus nach der Abtreibung. 2024 sagte er in einem Interview, dass er die Legalisierung von Prostitution grundsätzlich akzeptieren würde, Vergewaltiger sollten chemisch kastriert werden und Abtreibung solle aber nur in engen Grenzen erlaubt sein.
Am 8. November 2023 gründete er gemeinsam mit Richard O’Donoghue die politische Partei Independent Ireland. 
Collins hat mit seiner Frau Patricia drei Kindern und lebt in Schull.